# Seebrugg

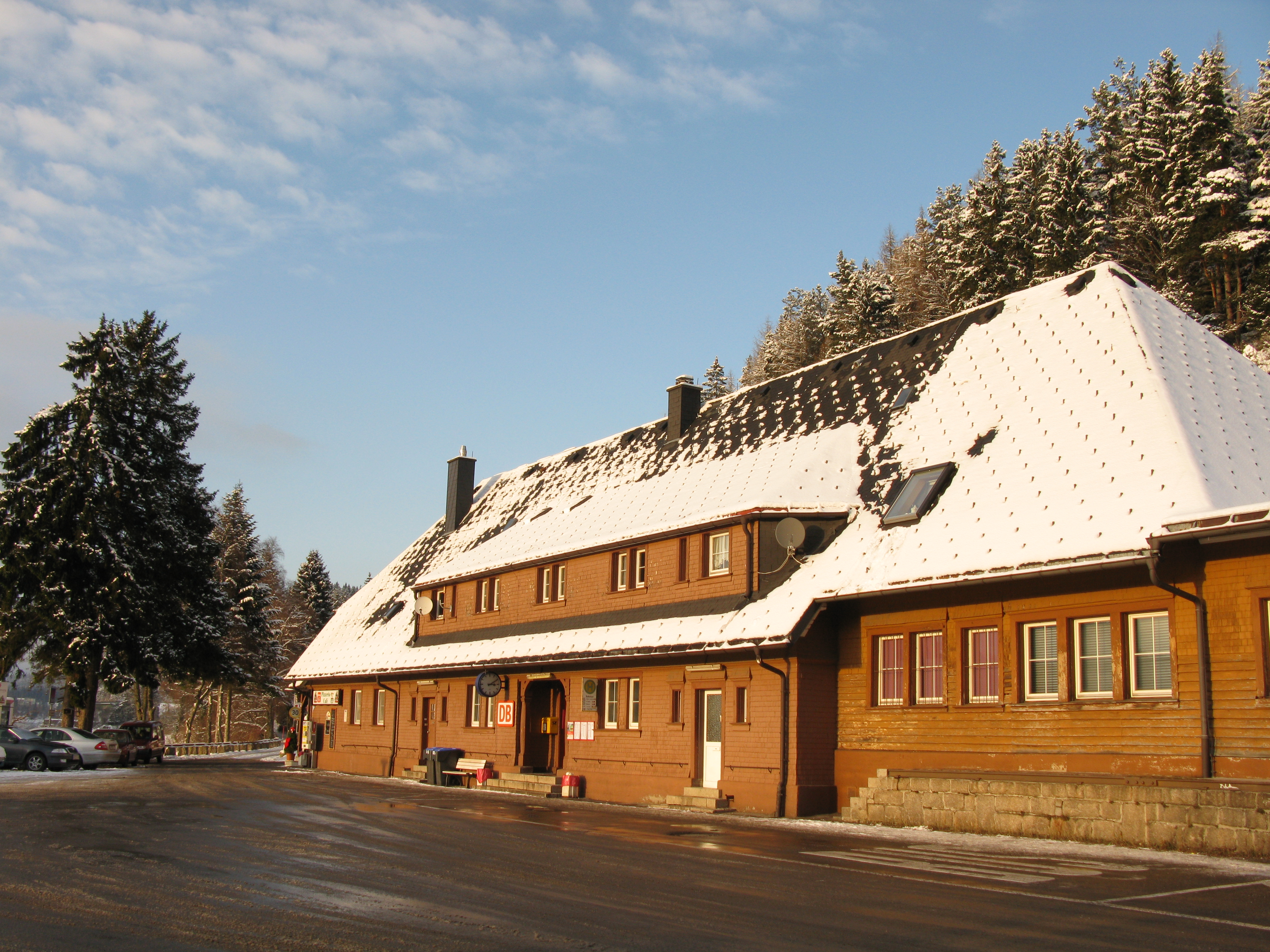
Bahnhof Seebrugg

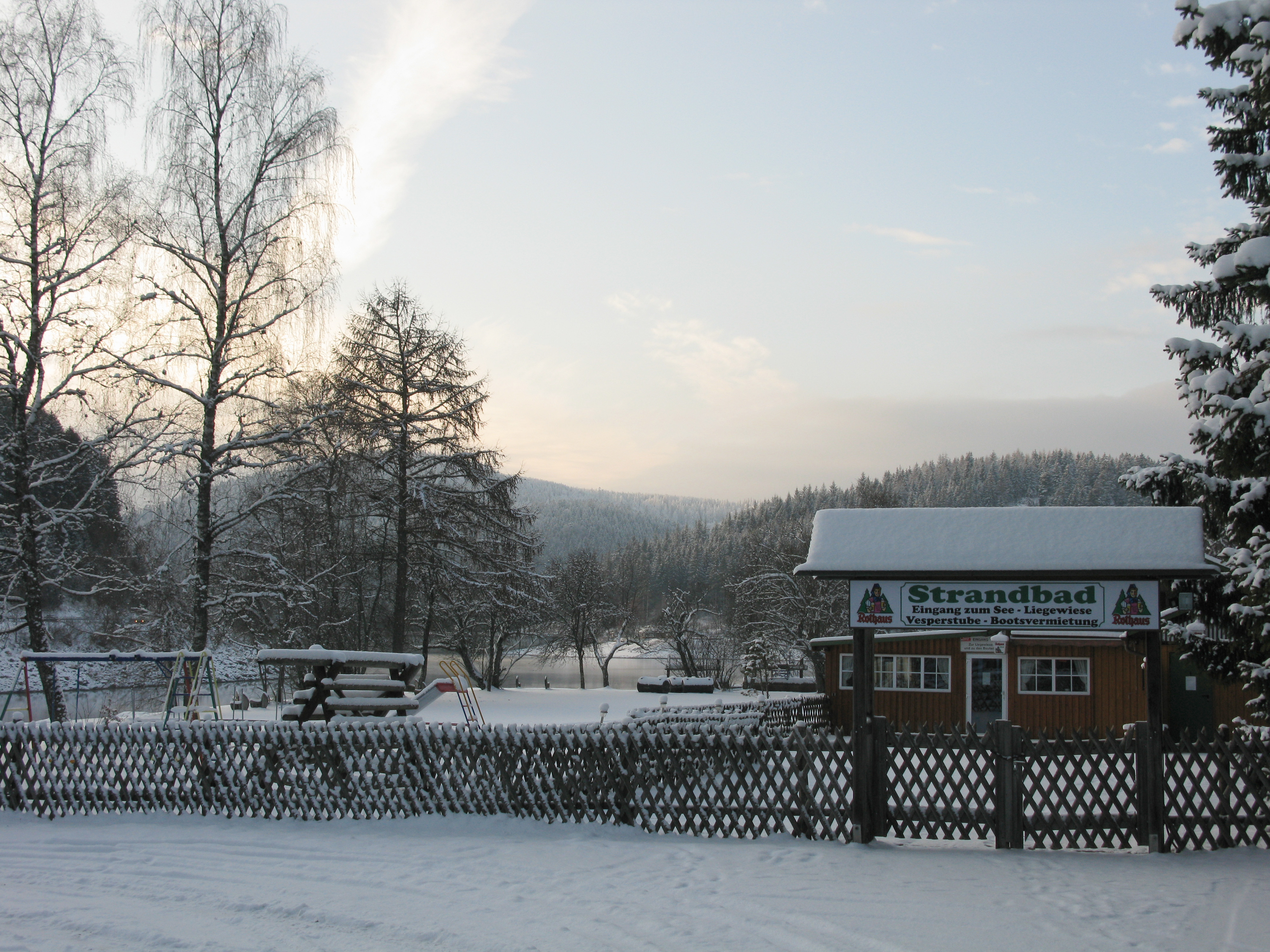
Strandbad Seebrugg

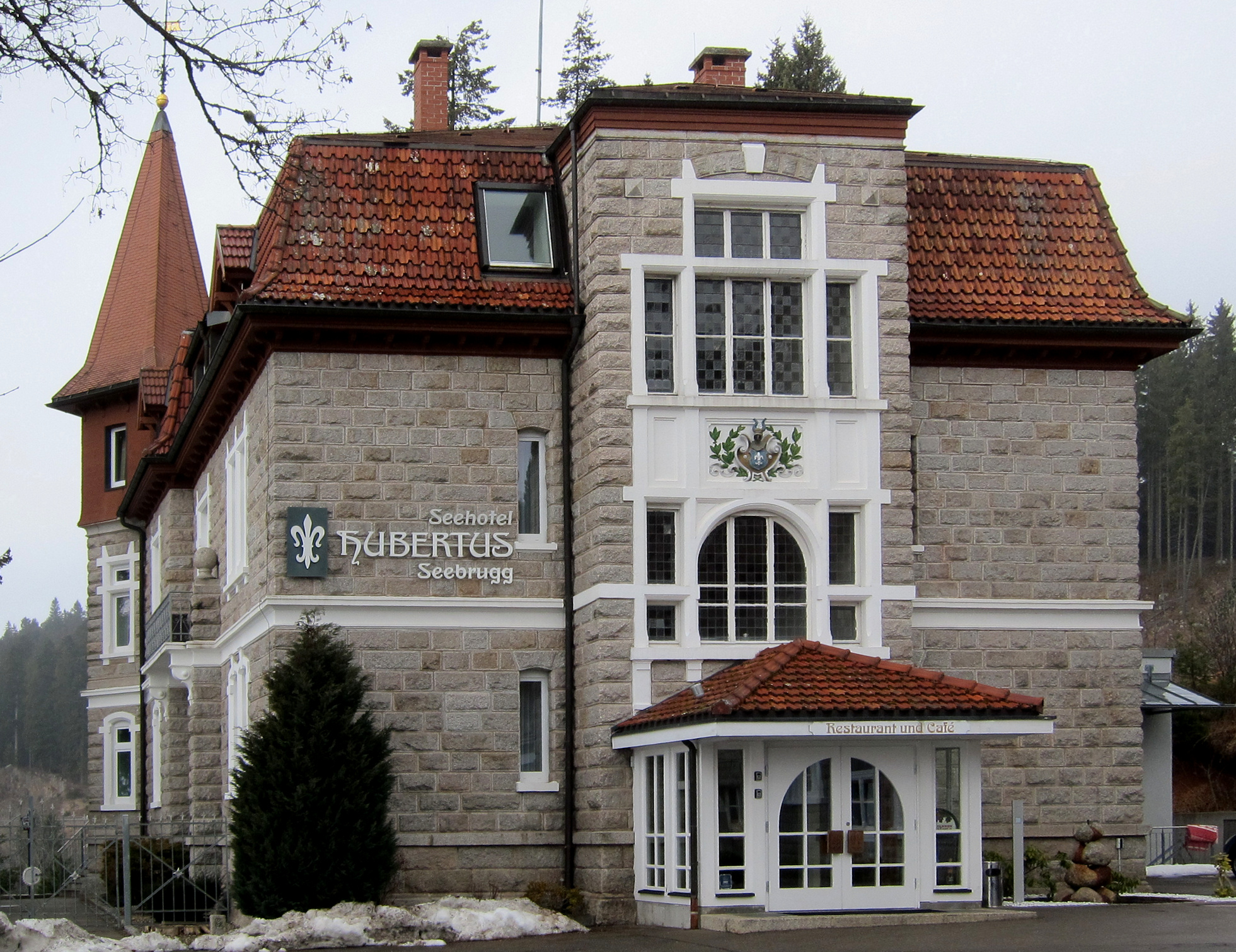
Seehotel Hubertus

Seebrugg, auch Seebruck geschrieben, ist ein zum Ortsteil Faulenfürst gehöriger Weiler der Gemeinde Schluchsee im Naturpark Südschwarzwald. Der Ort liegt in 935 m Höhe am östlichen Ende des Schluchsees nahe der Staumauer des Schluchseewerkes. Er ist Ausgangspunkt für Wanderungen in diesem Gebiet.

## Geschichte
Seebrugg wurde 1787 erstmals erwähnt. Der Name Seebrugg lässt sich als „See-Brücke“ deuten und bezieht sich auf eine Brücke über die Schwarza direkt an deren Ausfluss aus dem noch nicht aufgestauten Schluchsee. Aus einem Verkauf des Weilers an das Kloster St. Blasien im Jahr 1795 ist bekannt, dass Seebrugg in diesem Jahr über neun katholische Einwohner verfügte. Seit der 1933 erfolgten Fertigstellung der Staumauer befindet sich der Weiler direkt am nun aufgestauten See. Im Zweiten Weltkrieg befand sich in Seebrugg das Luftwaffenhelfer-Ausbildungslager Seebrugg, in dem Schüler durch die 3. leichte Flakabteilung 932 zu Luftwaffenhelfern ausgebildet wurden. Zudem sollte die FLAK-Abteilung die Staumauer vor Tieffliegern schützen. Heute befindet sich in diesem Gebäude die Jugendherberge des DJH-Landesverband-BW.
Vor der Eingemeindung nach Schluchsee zum 1. Juli 1971 war Seebrugg Teil der damals selbständigen Gemeinde Faulenfürst und gehört seither zum gleichnamigen Schluchseer Ortsteil.

## Bauwerke und Sehenswürdigkeiten
- Bahnhof Seebrugg: siehe Abschnitt „Verkehr“
- Jugendherberge Schluchsee-Seebrugg[5]
- Seehotel Hubertus: Der Freiburger Knopffabrikant Emil Risler (1858–1916) ließ sich im Jahr 1897 das Jagdschloss Hubertus errichten, in dem sich heute das gleichnamige Hotel befindet.[6]
- Staumauer: Die Staumauer des Schluchseewerkes befindet sich nahe Seebrugg, jedoch größtenteils bereits auf der ebenfalls zur Gemeinde Schluchsee zählenden Gemarkung von Blasiwald
- Strandbad Seebrugg: Nahe dem Bahnhof gelegener Badestrand

## Verkehr
In Seebrugg zweigt von der Bundesstraße 500 die Landesstraße 170 ab, die nach Bonndorf führt. In Seebrugg endet zudem der 32 Kilometer lange Fernskiwanderweg Hinterzarten–Schluchsee. Der Bahnhof Seebrugg ist Endbahnhof der Dreiseenbahn, die das Feriengebiet um den Schluchsee mit Titisee und Freiburg im Breisgau verbindet. Der Verein IG 3-Seenbahn führt von hier aus Sonderfahrten mit historischen Zügen durch.